# Papež Feliks I.
Sveti Feliks, papež in  mučenec,  Rimskokatoliške cerkve, * 3. stoletje po Kr. v Rimu, (Rimsko cesarstvo); † 30. decembra 274, v Rimu (Italija, Rimsko cesarstvo). V Rimskokatoliški cerkvi god 30. decembra. 

## Življenjepis
Feliks se je rodil v Rimu očetu Konstantinu, ki je bil rimski meščan. Za rimskega škofa je bil izvolje 5. januarja 269 in je vladal do 30. decembra 274. Zelo se je zavzemal za trpeče kristjane med preganjanjem, ki je izbruhnilo za časa cesarja Avrelijana..

#### Pavel Samosatski
Tudi Feliks - kot njegov predhodnik - se je moral še boriti proti zmoti subordinacionizma. 
Med njegovim vladanjem je namreč viharno nastopil antiohijski škof Pavel iz Samosate. Očitajo mu, da je bil nasilnež in ženskar pod pretvezo platonske ljubezni. Od tradicionalnega krščanskega nauka o Sveti Trojici je odstopal z nekaterimi svojimi trditvami:
- V  Bogu obstaja le ena oseba – Oče; Sin je z njim povezan tako kot razum s človekom in se zato imenuje Beseda.
- Kristus je bil le človek, ki ga je pri krstu prešinila Božja moč – Beseda in ga povzdignila nad druge ljudi.

Azijski škofje so o njegovem učenju razpravljali na treh cerkvenih zborih ter so ga na antiohijskem zboru 268 obsodili kot krivoverca. Zato so ga razrešili škofovstva ter izvolili škofa Domnusa na njegovo mesto. Glede tega so pisali tudi Dioniziju, da bi odločitve potrdil. Ker je on medtem že umrl, je sklepe potrdil njegov naslednik papež Feliks I.. On je potrdil izročeno vero:
- ”Verujemo v Jezusa Kristusa, ki je rojen iz Device Marije, da je on večni Sin in Beseda Boga Očeta, ki je bil pravi Bog, se popolnoma učlovečil in si privzel telo od Device.”

Vendar Pavel ni odnehal; ni se hotel odpovedati škofijskemu sedežu v Antiohiji. Ščitila ga je palmirska kraljica Zenobija; položaj se je spremenil, ko jo je 272 porazil cesar Avrelijan. Ko so antiohijski kristjani predstavili spor cesarju Avrelijanu, je razsodil, da je treba izročiti škofijsko palačo tistemu škofu, ki je v edinosti s škofi Italije in še posebej z rimskim škofom.
„Take občutke je gojil do nas kristjanov Avrelijan tedaj”, poroča zgodovinar Evzebij. 
Ta škof je nedvomno bil Feliks. On je s cesarskim pooblastilom zapovedal Pavlu, da naj se umakne ter umestil Domnusovega naslednika Timeja (Timaeus), ki je nastopil službo že 270.

### Določbe in pisma
- Papež Feliks I. je določil, naj se spominske maše opravlja na grobovih mučencev. ("Hic constituit supra memorias martyrum missas celebrare").
- Določil je tudi, naj se cerkve pred uporabo posvetijo.
- V oltar za maševanje morajo biti položene relikvije mučencev.

Feliks je odgovoril na pisanje antiohijske sinode v nekem izgubljenem pismu. Tudi škofu Maksimu iz Aleksandrije je pisal Feliks o Pavlu iz Samozate; 
vendar so odlomki tega pisma, ki so jih prebrali na Efeškem koncilu,, kjer je močno poudarjena edinost in istobitnost Božjega Sina in človeškega sina, apolinarističen ponaredek.
- Psevdo-Izidorjeva zbirka mu pripisuje še štiri določbe. [8]

## Preganjanje in smrt

### Preganjanje pod Avrelijanom
Ko omenja njegovo prejšnjo naklonjenost do kristjanov, že omenjeni Evzebij nadaljuje:
„Njegovi občutki naklonjenosti so se pozneje spremenili, ker je prišel pod vpliv nekaterih zlobnih jezikov ter je hotel začeti preganjanje. Ko je pa že pripravljeni odlok hotel podpisati, ga je doletela Božja kazen; Bog ga je tako rekoč zgrabil za roko, da ne bi uresničil naklepa. 
O nenavadnih okoliščinah preganjanja kristjanom pod Avrelijanom piše tudi don Bosko v svoji Cerkveni zgodovini v zanimivi obliki pogovora:
Vprašanje: Ali nam lahko razložite deveto preganjanje kristjanov pod Avrelijanom?
Odgovor: Cesar Avrelijan, ki v prvih letih svojega vladanja ni bil nasproten kristjanom, se je nenadoma spremenil. Pravkar se je pripravljal k podpisovanju strašnega odloka zoper nje, ko ga je zadržala strela, ki je udarila ravno pred njegove noge. Strah, ki ga je prevzel, ga je pripravil do tega, da je odložil svoj načrt. Nekaj časa pozneje ga je izvedel; med drugimi mučenci je vredno omeniti prvega pariškega  škofa Dionizija, in svetega papeža Feliksa. Ko je mnoge kristjane spodbudil k vztrajnosti v veri v nemirih, je končno postal tudi on sam deležen njihovega zmagoslavja. Ne bi bilo prav, če bi zamolčali, da je Avrelijana umoril njegov lastni tajnik. 

### Smrt
Umrl je najbrž v ječi; Liber Pontificalis, Ciril Aleksandrijski, Vincencij Lerini in Efeški koncil ga namreč imenujejo mučenca.
Papež Feliks je umrl v Rimu; pokopan je v Kalistovih katakombah, Cerkev pa se ga spominja 30. decembra.

## Ocena
- Nekateri zgodovinarji menijo, da je vladal od 5. januarja 268 ali 269 do 30. decembra 273 ali 274, vendar tudi takrat pet let.[10]
- Določba o maševanju nad grobovi je najbrž le dovolila že ustaljeno staro navado.
- Nekateri zgodovinarji so mnenja, da je Feliks umrl naravne smrti. Poročilo o Feliksovem mučeništvu baje počiva na zamenjavi.[11]

Papeža svetega Feliksa omenja "Liber Pontificalis" kot mučenca; obenem pravi, da je on zgradil baziliko na Via Aureliana, v kateri so ga pokopali. Sodobni zgodovinarji pa dvomijo o tem. Duchesne misli, da so papeža Feliksa zamenjali z drugim Feliksom, ki je bil mučenec in je bil pokopan na Via Aureliana. Vsekakor je papež sveti Feliks umrl leta 274 in je najbolj verjetno, da so ga pokopali na Kalistovem pokopališču.